# Mongrassano
Mongrassano (in Arbëresh, IPA: [ar'bəreʃ]: Mungrasana) ist eine italienische Gemeinde mit 1457 Einwohnern (Stand 31. Dezember 2023) in der Provinz Cosenza in Kalabrien.

## Lage und Daten
Mongrassano liegt etwa 17 km südöstlich von Cosenza am Fluss Crati. Die Nachbargemeinden sind Acquappesa, Bisignano, Cervicati, Cerzeto, Fagnano Castello, Fuscaldo, Guardia Piemontese und San Marco Argentano.

## Geschichte
Mongrassano wurde um 1470 von albanischen Flüchtlingen (Arbëresh) neu besiedelt.

## Sehenswürdigkeiten
- Die Karmeliterkirche mit einem sehenswerten Portal
- Der Palazzo Santoro hat Balkons aus Eisen aus dem 18. Jahrhundert
- Centro Iconografico Arbëresh (Ikonographisches Arbëresh Zentrum) in Via Serra di Leo, 26 (Palazzo Miceli)